# Кирило (патріарх Московський)
Патріарх Кирило (рос. Патриарх Кирилл; справжнє ім'я Володимир Михайлович Гундяєв, рос. Владимир Михайлович Гундяев; нар. 20 листопада 1946, Ленінград, РСФСР) — російський релігійний діяч, колишній агент КДБ, єпископ Російської православної церкви, з 1 лютого 2009 року — Патріарх Московський, предстоятель Російської православної церкви. Проповідує доктрину «русского міра». Головний ініціатор церковного мілітаризму.
Після смерті патріарха Алексія II в грудні 2008 року став місценаглядачем патріаршого престолу. До цього був головою Відділу зовнішніх церковних зв'язків Московського патріархату (від 1989 року), одночасно ставши постійним членом Священного Синоду. У 1974—1984 роках — ректор Ленінградської духовної академії і семінарії.
Відомий своїм різким несприйняттям намірів Вселенського Патріарха Варфоломія І надати автокефалію Українській православній церкві.
Прихильник путінського режиму. Підтримав вторгнення РФ в Україну.
Благословив російське вторгнення до України та повністю підтримав агресивні дії російських окупаційних військ на території України. Твердив, що нібито Росія вторглася в Україну справедливо. Під час вторгнення Росії до України, фактично перетворив російські православні храми в свого роду вербувальні пункти, де парафіян агітували вступати в армію для війни проти України. Виправдовував можливе застосування Росією ядерної зброї.
З 16 червня 2022 року за «безліч публічних заяв на підтримку російського вторгнення в Україну» — під санкціями Великої Британії.

## Біографія
Володимир Гундяєв народився 20 листопада 1946 року в Ленінграді в сім'ї священика, закінчив Ленінградську духовну семінарію і Ленінградську духовну академію. 3 квітня 1969 року був пострижений в чернецтво і прийняв ім'я Кирило на честь святого рівноапостольного Кирила. 7 квітня того ж року був рукоположений в ієродиякони, а 1 червня — в ієромонахи. Тоді ж на відмінно закінчив академію.
У червні 1970 року Кирилові був присуджений ступінь кандидата наук з богослов'я. Після захисту дисертації його залишено при академії професорським стипендіатом, опісля став викладачем богослов'я, а 30 серпня його призначено особистим секретарем митрополита Ленінградського Никодима.
У той же час він брав активну участь в зовнішній діяльності Московського патріархату і зробив багато поїздок за рубіж: так, в 1970-71 роках як представник Всесвітньої православної молодіжної організації «Синдесмос» побував на конференціях в США і країнах Західної Європи, а в 1972 році супроводжував патріарха Пимена в поїздці по країнах Близького Сходу, а також до Болгарії, Югославії, Греції і Румунії.

### Робота в КДБ

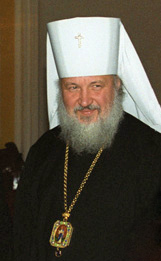
Кирило в сані митрополита

1971 року зведений в сан архімандрита і призначений представником Московського патріархату при Світовій раді церков в Женеві. У грудні 1974 року призначений ректором Ленінградської духовної академії і семінарії, а в червні 1975 року — головою єпархіальної ради Ленінградської митрополії.
У лютому 2023 року з розслідувань швейцарських журналістів та поліції, стало відомо підтвердила, що Гундяєв у 1970-х був членом КДБ, тоді ж він проник до Всесвітньої ради церков. Місія Гундяєва в тому, щоби впливати на Раду, щоб вона засудила США та їхніх союзників і пом'якшила критику щодо відсутності релігійної свободи в СРСР. Гундяєв підтримував і Путіна, який у 1980-х працював у КДБ у Східній Німеччині.

### Єпископство
14 березня 1976 року став єпископом Виборзьким, вікарієм Ленінградської єпархії.
У вересні 1976 року єпископ Кирило був затверджений постійним представником від РПЦ в пленарній комісії Всесвітньої ради церков, а в листопаді 1976 року був призначений заступником патріаршого екзарха Західної Європи (був звільнений з цієї посади 12 жовтня 1978 року). У листопаді 1975 року брав участь у екуменістичній асамблеї у Найробі, де засудив листа отця Гліба Якуніна щодо утисків віруючих у СРСР як наклеп на Радянський Союз.
З листопада 1976 року по кінець 1980 року він здійснив низку зарубіжних поїздок: брав участь на Першій передсоборній всеправославній нараді і як керівник делегації від духовних шкіл РПЦ присутній на IX Генеральній асамблеї «Синдесмоса» в Швейцарії; спільно з Патріархом Піменом з офіційним візитом побував в Туреччині, на чолі делегації РПЦ відвідав Італію; брав участь в інтронізації Католікоса-Патріарха всієї Грузії Ілії II; присутній з делегацією РПЦ на П'ятому Всехристіянському мирному конгресі в Чехії; як керівник делегації РПЦ на Всесвітній конференції «Віра, наука і майбутнє» відвідав США; у складі делегації РПЦ на запрошення Французької єпископської конференції відвідав Францію; присутній в Будапешті на зустрічі представників церков з соціалістичних країн Європи; брав участь від РПЦ на першій зустрічі Змішаної православно-римо-католицькій комісії (зустріч проходила на островах Патмос і Родос); очолював паломницьку групу представників і студентів Ленінградської духовної академії при поїздці на Святу Землю.
До того часу отець Кирило був зведений в сан архієпископа (церемонія відбулася 2 вересня 1977 року) і став заступником голови Відділу зовнішніх церковних стосунків (у жовтні 1978 року). Крім того, йому було доручено управляти патріаршими приходами у Фінляндії (1978 рік); ієрарх також був призначений членом Комісії Священного Синоду з питань християнської єдності (1979 рік).
У серпні 1981 року архієпископ Кирило знову їздив до Європи на засідання Центрального комітету Всесвітньої ради церков, потім — в рамках підготовки VI Асамблеї Всесвітньої ради церков — відвідав Канаду і повернувся до Європи на слухання по ядерному роззброєнню — як представник від християн СРСР. У січні 1982 року брав участь у засіданні Комісії Всесвітньої ради церков «Віра і церковний устрій» в Перу.
У 1983 році архієпископ Кирило почав викладати в аспірантурі при Московській духовній академії. У грудні 1984 року був призначений архієпископом Смоленським і Вяземським, у вересні 1986 року став розпорядником приходами Калінінградської області. У квітні 1989 року став зватися архієпископом Смоленським і Калінінградським, а 14 листопада 1989 року був призначений головою Відділу зовнішніх церковних стосунків і постійним членом Синоду за посадою.
Як голова відділу отець Кирило брав участь в роботі з підготовки законів «Про свободу віросповідань» (1990), «Про свободу совісті і про релігійні об'єднання» (1997). Указом Патріарха Московського і всієї Росії Алексія II від 25 лютого 1991 року архієпископ Кирило був зведений в сан митрополита.
Під час політичних потрясінь в Росії в 1991—1993 роках митрополит Кирило займав активну миротворчу позицію. Він став ініціатором створення Всесвітнього російського народного собору в 1993 році. Його доповіді були основними на соборі 1993 року і восьми соборах, що послідували. У серпні 1993 року митрополитові була вручена міжнародна Ловійськая премія миру (цією премією раз на три роки нагороджується громадський або церковний діяч, що вніс особливо значний внесок в справу зміцнення миру).
1996 року увійшов до складу ради директорів російського банку «Пересвєт».
Починаючи з 1995—1997 років, у зв'язку зі зростанням політичної активності Московської патріархії, Відділ зовнішніх церковних зв'язків Московського патріархату здобував все більшу популярність і вплив, а його керівника в ЗМІ стали іменувати «міністром закордонних справ», а іноді навіть і «прем'єр-міністром» російської церкви. Основними досягненнями митрополита Кирила вважалися возз'єднання РПЦ з Російською православною церквою зарубіжжя (на умовах, сформульованих Відділом зовнішніх церковних зв'язків Московського патріархату) і бурхливе зростання кількості приходів РПЦ в далекому зарубіжжі (включаючи КНДР, В'єтнам, Індонезію, Філіппіни, Іран, Ірак, ОАЕ, ПАР, Ісландію). До успіхів також відносять запобігання переходу більшості приходів Сурожської єпархії (Велика Британія) в Константинопольський патріархат і стримання зростання Російського екзархата Константинопольського патріархату — і відносну стабілізацію відносин РПЦ з Ватиканом після смерті Папи Івана Павла II.
У 2003 році, коли Патріарх важко хворів, у вищому керівництві РПЦ відбулася «кадрова революція», яка значно підсилила позиції митрополита. Були видалені з своїх постів впливові митрополити Сергій і Мефодій, що розглядалися як серйозні конкуренти для митрополита Кирила в боротьбі за патріарший престол.
Він є автором понад шестиста публікацій і доповідей і низки книг, виступав і продовжує виступати з доповідями в Росії і за кордоном.
6 грудня 2008 року на екстреному засіданні Священного Синоду Російської православної церкви після смерті Святійшего Патріарха Московського і всієї Росії Алексія II митрополита Кирила таємним голосуванням обрано місценаглядачем Патріаршого престолу.

### Патріаршество
27 січня 2009 року в Москві на Помісному соборі обраний 16-м Патріархом Московським і всієї Росії.
4 липня 2009 року патріарх Кирило прибув до патріарха Константинопольського Варфоломія із своїм першим офіційним візитом в якості предстоятеля РПЦ. Між двома патріархами відбулись переговори у ході яких були, зокрема, порушені питання духовної опіки над російськомовними православними віруючими у Туреччині, розвитку паломництва до християнських святинь цієї країни. Також обговорювалася проблематика підготовки Святого та Великого Собору Православної Церкви. Першого дня візиту Предстоятель Російської Православної Церкви також відвідав собор Святої Софії в Константинополі. 5 липня обидва патріархи відслужили літургію в Георгієвському соборі на Фанарі. 6 липня предстоятелі Константинопольської та Російської Православних Церков освятили православний храм на території літньої резиденції Генерального консульства РФ у Бююк-Дері поблизу Стамбула. Потім Предстоятелі КПЦ та РПЦ вшанували пам'ять підводників біля пам'ятника загиблим морякам підводного човна «Морж». 6 липня візит завершився.
14 жовтня 2012 року в резиденції Президента Республіки Білорусь Олександр Лукашенко вручив Патріарху Московському і всієї Росії Кирилу орден Дружби народів.
Взимку 2014 року привіз до Криму «дари волхвів», в складі делегації, очолюваної ним, був російський диверсант і терорист Ігор Гіркін.
За інформацією в ЗМІ Кирило, який уже був митрополитом, пов'язаний з КДБ і мав псевдо «Михайлов». У 1991 році відомий дисидент священик Гліб Якунін оприлюднив радянські архіви, згідно з якими митрополит Кирило (Гундяєв) мав оперативне прізвисько «Михайлов».
12 лютого 2016 року на летовищі ім. Хосе Марті на Кубі в Гавані відбулась зустріч патріарха Московського Кирила і папи римського Франциска. Зустріч такого рівня стала першою за всю історію Російської православної і Католицької церков, було підписано Гаванську декларацію.
У жовтні 2018 р. священикові Свято-Михайлівського православного приходу в Мінську Олександрові Шрамку заборонили служити за критику візиту патріарха Кирила (Гундяєва) в Білорусь на Синод 15 жовтня.
16 вересня 2019 року Патріархія Грузії звинуватила патріарха Кирила в заохоченні сепаратизму. Відповідну заяву розповсюдила служба зі зв'язків з громадськістю патріархії. Патріархія Грузії висловила надію, що РПЦ поважатиме територіальну цілісність Грузії і, ґрунтуючись на християнських навчаннях, допоможе нормалізувати відносини між Грузією і Росією, грузинами і абхазами, грузинами і осетинами.
На початку 2020 року у січні Кирило назвав збройні сили Росії «близькою нам по духу організацією». Вітаючи міністра оборони Російської Федерації Сергія Шойгу він сказав: «Ми завжди відчували в Збройних силах наших однодумців, дуже близьку нам по духу організацію, і тому з легкістю завжди взаємодіяли, без будь-яких застережень і сумнівів. А в нинішній час, хотів би особливо підкреслити — за Вашого керівництва Збройними силами, це взаємодія розширюється, стає системною». Під час святкування своєї 11 річниці інтронізації з початку правління на посаді Патріарха РПЦ, Кирило заявив про високий рівень відносин між Російською православною церквою і Російською Федерацією і подякував за це президенту РФ Володимиру Путіну.
У квітні 2021 року Болгарський суд визнав, що візит Кирила в Болгарію у 2018 році фактично був візитом політика, а не священнослужителя та не побачив наклепу у словах тодішнього віце-прем'єр-міністра Болгарії Валері Симеонова, який назвав патріарха РПЦ агентом КГБ «Михайловим».

## Погляди
Обстоює геополітичний концепт «російський світ» (рос. «русский мир»), що визначається як спільний «цивілізаційний простір», зведений на трьох стовпах:
1. православ'я
2. російська[35] мова і культура як фактори, що мають об'єднувати народи російського світу
3. спільна історична пам'ять і спільні погляди на суспільний розвиток[36], який іноді називають «Гундяєвщиною»

Коментуючи журналістам трагедію, що сталася на Софійському майдані 18 липня 1995 (побиття вірян та священиків при похованні Патріарха Володимира), на той час — митрополит Смоленський — заявив, що «причиною побиття людей був розкол у Церкві». Таким чином, на думку російського митрополита, під час вказаної вище події агресія мала місце саме з боку прихильників УПЦ КП.

### Заява, що влада Латвії повинна на догоду Росії юридично визнати російську мову навіть усупереч волі народу
30 листопада 2012 на зустрічі з керівником проросійської політичної партії «Social Democratic Party "Harmony"» Нілом Ушаковим заявив, що РПЦ не влаштовує існування інституту негромадянства та юридичне невизнання російської мови. Також додав, що Латвія повинна її визнати, щоб Росія до Латвії почала ставитися краще, і що це нібито не спричинить шкоди та конфліктів.
Перед цією заявою в Латвії пройшов референдум з метою вирішити, чи отримає російська мова статус другої державної або ні, і переважна більшість (74.80 % голосів) висловилася проти визнання російської мови та за латиську мову як за єдину державно визнану.

## Приватна власність
Прийнявши чернечий постриг у 1969 р., Володимир Гундяєв отримав ім'я «Кирило» і дав чотири обітниці, серед яких — й обітниця безкорисності (рос. нестяжания), яка вимагає задовольнятися лише необхідним.
На питання журналістів до Патріарха Кирила, що стояло за історією, коли інтернетом гуляло фото, котре зображує швейцарський годинник «Breguet» за кілька десятків тисяч доларів на його руці, він відповів, що фото це не відповідає дійсності:
|  | Але після того, як з'явилася ця фотографія, я пішов і став дивитися. Адже приходять багато і дарують. І стоять частенько коробки, які не відкриваєш і не знаєш, що там. І я побачив, що дійсно є годинник «Breguet», і тому я ніде не дав коментарів, що у Патріарха такого годинника немає. Тому що так, коробка з таким годинником, який жодного разу не надягали, є, і вона лежить. |

Після цієї заяви на офіційному сайті РПЦ patriarchia.ru була проведена ревізія фотознімків в архіві за період квітня-липня 2009 року й були прибрані чи відредаговані ті з них, на яких годинник Breguet помітний на руці Патріарха, хоча на початок квітня 2012 р. оригінальні фото фізично все ще існували на цьому сайті.
Журналісти також повідомляють, що окрім дорогого годинника і квартири він має ще й особистого літака, яхту, бронепоїзд, віллу у Швейцарії, будинок у Передєлкіно і палац у Геленджику та автопарком: Победа, кадилак Escalade, Toyota Land Cruiser, лімузин і мерседес супер-люксової серії S
Патріарх володіє 5-кімнатною квартирою, площею 144.8 м² в Будинку на набережній — одному з найрозкішніших та найдорожчих будинків, в центрі Москви. Одноосібним власником значиться сам Патріарх, проте в даній квартирі зареєстрована громадянка РФ Лідія Лєонова (рос. Лидия Леонова), котру прес-служба РПЦ називає троюрідною сестрою Патріарха. У 2010 році в квартирі знизу, яку купив екс-міністр охорони здоров'я РФ, нині священик УПЦ МП Юрий Шевченко, було проведено ремонт та перепланування. Лідія Лєонова подала позов та 23 березня 2012 виграла суд на сплату 19 707 000 RUR, як компенсацію на заміну меблів та прибирання квартири та книг Патріарха, забруднених та приведених в непридатний до використання стан пилюкою (в тому числі нанорозміру) від сусідського ремонту. На квартиру екс-міністра, яку оцінили у 16 млн RUR було накладено арешт, допоки сім'я відповідача 5 квітня 2012 не сплатила компенсацію, для чого була змушена продати іншу свою квартиру в Санкт-Петербурзі. 
У кінці 2020 року журналісти заявили, що Кирило володіє нерухомістю на суму 3 мільйони доларів.

## Патріарх Кирило та Україна
Дії Патріарха Кирила викликали обурення серед українських громадських діячів. Зокрема, через рекомендацію перейменувати вулицю, названу на честь гетьмана Івана Мазепи, на Лаврську.
Український філософ Юрій Чорноморець характеризує діяльність Патріарха так:
| Замість конструктивної політики в умовах, що так змінилися, Патріарх Кирило, багато в чому через намагання зберегти Україну в МП, перейшов на позиції крайнього фундаменталізму |.
У 2008 році виступив на концерті ДДТ де озвучив «Україна Росія Білорусь велика Русь».
27 липня 2013 року Віктор Янукович нагородив Патріарха Московського і всієї Росії Кирила орденом князя Ярослава Мудрого I ст. «за визначну церковну діяльність, спрямовану на піднесення авторитету православ'я у світі, та з нагоди відзначення в Україні 1025-річчя хрещення Київської Русі». Патріарх підтримував Віктора Януковича та ідею об'єднання Русі, до якої він відносить Україну, Росію та Білорусь. Позбавлений ордену в 2024 році.
За місяць до окупації Криму Росією, 30 січня 2014 року, до Сімферополя під патронатом Російської православної церкви і Патріарха Кирила з Афона привезли православну святиню — «Дари волхвів». Безпеку цієї цінної реліквії християнського світу довірили охороняти Ігорю Гіркіну, який згодом став керувати терористами на Донбасі.
За даними СБУ, фактично, прикриваючись цією святинею, Гіркін використовував поїздку для проведення розвідувальної діяльності на території України, в Криму, і проводив зустрічі з керівником самопроголошеного уряду Аксьоновим. Гіркін був постійним членом православних делегацій в Україні. Існують підтвердження його планомірного відвідування Південних і Східних єпархій УПЦ — що розцінюється як розвідувальна і підготовча місія.
Кінцем травня 2016 року вчена рада Дніпровського національного університету позбавила звання почесного доктора патріарха Кирила (Гундяєва).
У зв'язку з наданням автокефалії ПЦУ патріарх Кирило надіслав листи генеральному секретарю ООН Антоніу Гутеррішу, Папі Римському Франциску, а також канцлеру Німеччини Ангелі Меркель та президентові Франції Еммануелю Макрону з проханням захистити вірян та єпископат УПЦ МП від тиску і гонінь. Також він написав листа патріархові КПЦ Варфоломію І, в якому просив не з'єднуватися із розкольниками: «Відступіться зараз від спілкування з розкольниками, відмовтеся від участі в політичній авантюрі їхньої легалізації. І тоді справжня Православна церква України на чолі з блаженнішим митрополитом Київським і всієї України Онуфрієм благословить Вас, а історія збереже пам'ять про Вас в числі тих святителів Константинопольського Престолу, хто в найважчих політичних умовах зумів не упустити гідність Церкви та зберегти її єдність… Ви назавжди втратите можливість слугувати єднанню святих Божих Церков, перестанете бути Першим у православному світі, що нараховує сотні мільйонів вірян, а завдані Вами страждання православним українцям підуть за Вами на Страшний суд неупередженого Господа нашого і будуть свідчити перед Ним проти Вас». Листа прокоментував митрополит Філарет: «Московські патріархи йшли проти волі Божої і терплять крах. От останній виступ патріарха Кирила проти Вселенського патріарха. Я коли прочитав те, що написав патріарху Варфоломію патріарх Кирил, подумав: до якої низькості опустився патріарх, що виступає проти свого співбрата — Вселенського патріарха, і так його принижує. І це є ознака слабкості. Сильна людина, сильна держава ніколи не погрожує».
На початку 2019 року він заявив: «Духовна, культурна, цивілізаційна єдність росіян і українців сильніша, ніж тимчасові політичні схеми і моделі, які працюють на руйнування цієї єдності».
Після виборів президента України в 2019 патріарх Кирило писав: «Зовсім нещодавно відбулася важлива подія в Україні — змінився президент. Ми сподіваємося, що зміниться політика держави в області церкви. Колишня влада відкрито встала на шлях утисків людей за релігійним принципом… Сподіваємося, що з приходом нового президента ці зловживання припиняться»
26 квітня 2023 року патріарху Кирилу заборонили в'їзд до Чехії. Він став першою особою в санкційному списку Чехії.

### Заява про відсутність військової небезпеки від Росії, незважаючи на інтервенцію на Донбасі, окупацію Криму та загрозу застосувати ядерну зброю у відповідь на опір, спроба Путіна нав'язати Кирила як переговорника
18 липня 2014 року, незважаючи на інтервенцію на Донбасі та окупацію Криму (під час якої Путін, за його власною заявою, погрожував застосувати ядерну зброю у разі опору росіянам) та інтервенцію на Донбасі, патріарх Кирило заявив, що Росія не становить військової небезпеки.
У той же день Путін заявив, що має намір підключити патріарха Кирила до процесу врегулювання в Україні.

### Заява про те, щоантитерористична операція на сході України— війна заради викорінення православ'я
14 серпня 2014 у зверненні до глав помісних православних церков патріарх Кирило заявив, що АТО — це війна з метою викорінення православ'я, що ведеться католиками та прихильниками автокефальних православних церков, яких він назвав розкольниками.

### Заява про незаконність та несправедливість санкцій за окупацію Криму та агресію на Донбасі
9 квітня 2015 на зустрічі з грецьким прем'єр-міністром Алексісом Ципрасом патріарх Кирило подякував йому за геополітичну підтримку Росії та назвав санкції, введені за окупацію Криму та агресію на Донбасі, «незаконними та несправедливими».

### Підтримка діяльності російських окупантів в Криму
7 жовтня 2015 року у своєму привітанні Путіну з днем народження патріарх Кирило заявив, що підтримує його ідею відкрити християнський центр в окупованому Криму, оскільки це «внесок у зміцнення духовних засад російського суспільства».

### Указ про вручення церковних нагород колаборантам окупаційної адміністрації в Криму, розшукуваним в Україні за державну зраду та інші злочини
25 грудня 2017, за повідомленням сайту окупаційної адміністрації Криму, за указом патріарха Кирила керівнику окупаційної адміністрації Сергію Аксьонову і керівнику окупаційної «Державної ради Криму» Володимиру Константинову (обидва сприяли окупації Криму та в розшуку за вчинення дій, спрямованих на насильницьку зміну чи повалення конституційного ладу або на захоплення державної влади, посягання на територіальну цілісність і недоторканність України, державної зради та створення злочинної організації) вручено ордени, відповідно, орден святого благовірного князя Даніїла московського II ступеня та орден преподобного Серафима Саровського II ступеня.

### Засудження одеських майданівців за насильство в Одесі одночасно з відмовою засудити за нього ж антимайданівців
У травні 2019 року патріарх Кирило сказав що люди які підпалили Одеські профспілки «були під владою диявола», але не засудив одеських антимайданівців, які того ж дня ще до підпалу вбили двох одеських майданівців, Ігоря Іванова та Андрія Бірюкова.

### Заклик підтримати посилення та закріплення російської окупації Криму
При голосуванні за поправки до конституції Росії патріарх Кирило закликав росіян підтримати поправки.
Формально він закликав підтримати прийняття лише однієї поправки зі згадуванням Бога (причому закликав голосувати «так» навіть атеїстів). Але голосування «так» або «ні» йшло відразу по всьому пакету поправок, а не за окремими пунктами.
При цьому серед поправок була і поправка про захист територіальної цілісності Росії, яка забороняє вести переговори про передачу територій Росії з іншими країнами.
Оскільки Росія вважає окупований Крим своєю територією, заклик Патріарха Кирила до росіян підтримати цю поправку означає заклик до них підтримати всі інші поправки, включаючи поправку про захист територіальної цілісності Росії.
Таким чином Патріарх Кирило закликав підтримати заборону на потенційну деокупацію Криму, а також закликав підтримати додаткове посилення та закріплення окупації Криму.

### Заклики до російського втручання до інших країн
15 жовтня 2021 на відкритті VII Конгресу російських співвітчизників в Москві звинуватив неназвані сили у спробі нав'язати «помилкові» погляди про Другу світову війну, заявивши про необхідність «захисту» співвітчизників і росіян з боку РФ по всій планеті, а також сказав, що парафії московського патріархату об'єднують росіян, українців, білорусів і молдован не лише релігією, але й російською мовою, і закликав їх вчити своїх дітей любити свою «історичну батьківщину» Росію та не ростити своїх дітей україномовними.

### Вручення церковної нагороди Жириновському
30 листопада 2021 в резиденції в Свято-Даниловому монастирі до 75-річчя та за внесок у зміцнення церковно-державних відносин патірарх Кирило нагородив керівника ЛДПР Жириновського церковним орденом благовірного князя Данила Московського І ступеня.
Кирило заявив, що РПЦ цінує «патріотичну позицію» Жириновського і його ставлення до «духовних цінностей» Росії.
Перед врученням Жириновський заявив, що є необхідність відкрити в Росії для молоді борделі, щоб відволікти молодь від протестів, а також заявив, що Росія повинна напасти на Україну без оголошення війни і вбити кожного, хто служить в збройних силах України. Також він закликав влаштувати ядерний геноцид ісландцям, щоб залякати Західний світ.

### Вираз підтримки російським агресорам, які вторглися на територію України
23 лютого 2022 року (після постанови Путіна про використання військ в Україні) патріарх Кирило, вітаючи російських солдатів з «Днем захисника вітчизни», заявив, що не буває війни без жертв, заявив про «загрозу» на адресу Росії на російських кордонах і закликав російських солдатів не сумніватися в тому, що вони вибрали правильний шлях у житті, і закликав бути в боєздатності.
Також він привітав і особисто Путіна і заявив, що російські війська лише стоять «на сторожі кордонів Росії».

### Неоднозначна молитва «про відновлення миру»
24 лютого 2022 року Кирило звернувся до вірян із закликом «возносити сугубу, гарячу молитву про найскоріше відновлення миру». 3 березня Московський патріархат розіслав циркуляр з текстом «Молитви про відновлення миру», де згадувалася «єдина купіль Хрещення, що за святого князя Володимира» і покликалася Божа допомога для протидії всім ворогам «Святої Русі», містилося прохання про прощення гріхів і вічного покою загиблим на війні:
|  | От единыя купели Крещения, еже при святем князе Владимире, мы, чада Твои, благодать восприяхом, — дух братолюбия и мира в сердцах наших навеки утверди!...Иноплеменным же языком, брани хотящим и на Святую Русь ополчающимся, — запрети и замыслы их ниспровергни......Благодатию Твоею власти предержащие ко всякому благу настави, воинов — в заповедях Твоих утверди, лишенныя крова — в домы введи, голодныя — напитай, недугующая и страждущая — укрепи и исцели, в смятении и печали сущим — надежду благую и утешение подаждь, на брани убиенным — прощение грехов и блаженное упокоение сотвори... |

### Заява про нібито винищення мешканців Донбасу Україною та виправдання нападу на Україну уявним нав'язуванням гей-парадів Донбасу
6 березня 2022 року в Прощену неділю на літургії в Храмі Христа Спасителя виправдав російський напад на Україну, заявивши що необхідно стати на бік «Донбасу», де за його словами 8 років нібито йде геноцид і де Україна нібито нав'язує населенню гей-паради.
|  | Вісім років йдуть спроби знищити те, що існує на Донбасі. А на Донбасі існує неприйняття, принципове неприйняття так званих цінностей, які сьогодні пропонуються тими, хто претендує на світову владу. Сьогодні є такий тест на лояльність цієї влади, якась перепустка в той «щасливий» світ, світ надлишкового споживання, світ видимої «свободи». А знаєте, що це за тест? Тест дуже простий і одночасно жахливий — це гей-парад. Вимоги до багатьох провести гей-парад і є тестом на лояльність тому наймогутнішому світу; і ми знаємо, що якщо люди або країни відкидають ці вимоги, то вони не входять у той світ, вони стають для нього чужими. А гей-паради і покликані продемонструвати, що гріх — це одна з варіацій людської поведінки. Ось чому для того, щоб увійти до клубу тих країн, необхідно обов'язково провести гей-парад. Не зробити політичну заяву «ми з вами», не підписати якісь угоди, а провести гей-парад. І ми знаємо, як люди чинять опір цим вимогам і як цей опір пригнічується силою. Значить, йдеться про те, щоб силою нав'язати гріх, засуджуваний Божим законом, а значить, силою нав'язати людям заперечення Бога і його правди. |

У день, коли в православних прийнято просити прощення, Патріарх заявив про наявність необхідних застережень для всіх шанувальників цього звичаю:
|  | Але прощення без справедливості є капітуляція і слабкість. Тому прощення має супроводжуватися неодмінним збереженням за собою права стояти на стороні миру, на стороні Божої правди, на стороні божественних заповідей, на стороні того, що відкриває нам світло Христове, Його Слово, Його Євангеліє, його найбільші заповіти, дані роду людському |

### Заява, що Росія має право застосовувати силу проти України, що Росія та Україна— одна країна, що окремого українського народу не існує, що розділяють українців та росіян— вороги Росії та Бога, і що Захід нацьковує українців на росіян
9 березня 2022 року після літургії заявив, що українці та росіяни — це один народ, що Росія та Україна — одна країна, що Захід нацьковує українців убивати росіян, щоб розділити їх, і для цього дає українцям зброю, і тому він є ворогом Росії та Бога, що Росія має право застосовувати силу проти України.

### Виправдання нападу на Україну захистом російської мови, розширенням НАТО та створенням ПЦУ
У своєму листі до ВРЦ у березні 2022 року виправдав напад на Україну розширенням НАТО, захистом російської мови та створенням ПЦУ та не висловив співчуття у зв'язку зі смертями жертв серед українців.

### Вручення ікони главі Росгвардії в день попадання російського боєприпасу по Святогірській лаврі української філії Моспатріархату
13 березня після богослужіння вручив головнокомандувачу Росгвардії Віктору Золотову Августову ікону Богородиці з формулюванням на захист «молодих воїнів, які присягнули на захист Росії», та заявив, що вона зберегла життя російським солдатам у Першу світову війну. Золотов у відповідь відкрито визнав, що Росгвардія воює в Україні і що подарована ікона «наблизить перемогу російських воїнів» і висловив жаль, що через «нацистів» росіяни просуваються не так швидко, але висловив упевненість, що мета буде досягнута. Того ж дня російський боєприпас вразив Святогірську лавру, що належить УПЦ МП.

### Заява про підтримку дій «героїв» Росгвардії в Україні
27 березня 2022 року висловив підтримку діям Росгвардії в Україні, назвавши їх «героями», які виконують свій військовий обов'язок, і побажав їм допомоги Бога в цій справі.

### Служба в ГХ ЗС Росії після різанини в Бучі, заява про «подвиги» російських військ
Після Бучанської різанини, 3 квітня Кирило відслужив у Головному храмі збройних сил Росії, дії російських солдатів він назвав подвигом.

### Твердження про «трагедію» існування пострадянських держав
У своїй проповіді 28 травня 2022 року Кирило заявив, що Володимир Ленін «трагічно» розчленував «історичну Росію» на різні країни, підписавши укази про знищення країни, що було жахливим рішенням, яке і сьогодні призводить до наслідків.

### Заклики до школярів брати за приклад російських агресорів
23 травня 2022 року Кирило заявив, що російські школярі повинні взяти російські війська, які воюють проти України, як приклад героїчної поведінки.

## Схвалення війни в Сирії
Священик польового храму на авіабазі ВКЗ Росії «Хмеймім» (сирійська провінція Латакія) передав послання глави РПЦ і розповів, що військові несуть в Сирії «любов і надію на мир з приходом Христа Спасителя на сирійську землю». Схвалив війну в Сирії, називаючи її «справедливою».

## Цікаві факти
|  | У Патріарха Кирила — класична модель Breguet: корпус з білого золота, ремінець — з крокодилячої шкіри, механізм автоматичний, є будильник. Ціна на цю модель коливається від 28 тисяч євро до 36 тисяч євро залежно від компанії-продавця. |

## Санкції
Володимир Михайлович Гундяєв неодноразово висловлювався у підтримці правлячої влади Росії. За підтримку збройного вторгнення в Україну та порушення прав та свобод незалежної країни на нього накладено санкції економічного характеру.
7 квітня 2022 року, на тлі вторгнення Росії в Україну, Європарламент визнав і засудив роль патріарха Кирила в «забезпеченні богословського прикриття агресивної війни», тим самим визнав його потенційним об'єктом для санкцій, у травні санкції проти патріарха запропонувала ввести Європейська комісія.
7 липня 2022 року накладено персональні санкції владою Канади.
24 лютого 2022 року доданий до санкційного списку Австралії.
23 червня 2022 року Литва заборонила в'їзд патріарху Кирилу терміном на 5 років за активну підтримку нападу на Україну.
19 жовтня 2022 року накладено санкційні обмеження Україною, у тому числі позбавлення державних нагород України, інших форм відзначення.
26 квітня 2023 року уряд Чехії запровадив санкції проти Кирила. Його звинувачують у підтримці агресії РФ проти України з формулюванням «зловживає вірою для виправдання звірств, скоєних російськими солдатами в Україні» і «використовує своє становище, щоб виправдовувати російську агресію в проповідях та інших публічних виступах».
9 червня 2023 року Естонія заборонила в'їзд у країну патріарху Кирилу.
22 листопада 2024 року позбавлений державних нагород України та інших форм відзначення згідно Указу Президента. 